# Lalage nigra
Lalage nigra е вид птица от семейство Campephagidae.

## Разпространение
Видът е разпространен в Бруней, Индия, Индонезия, Малайзия, Сингапур, Тайланд и Филипините.